# Kormányzóság (Oroszország)

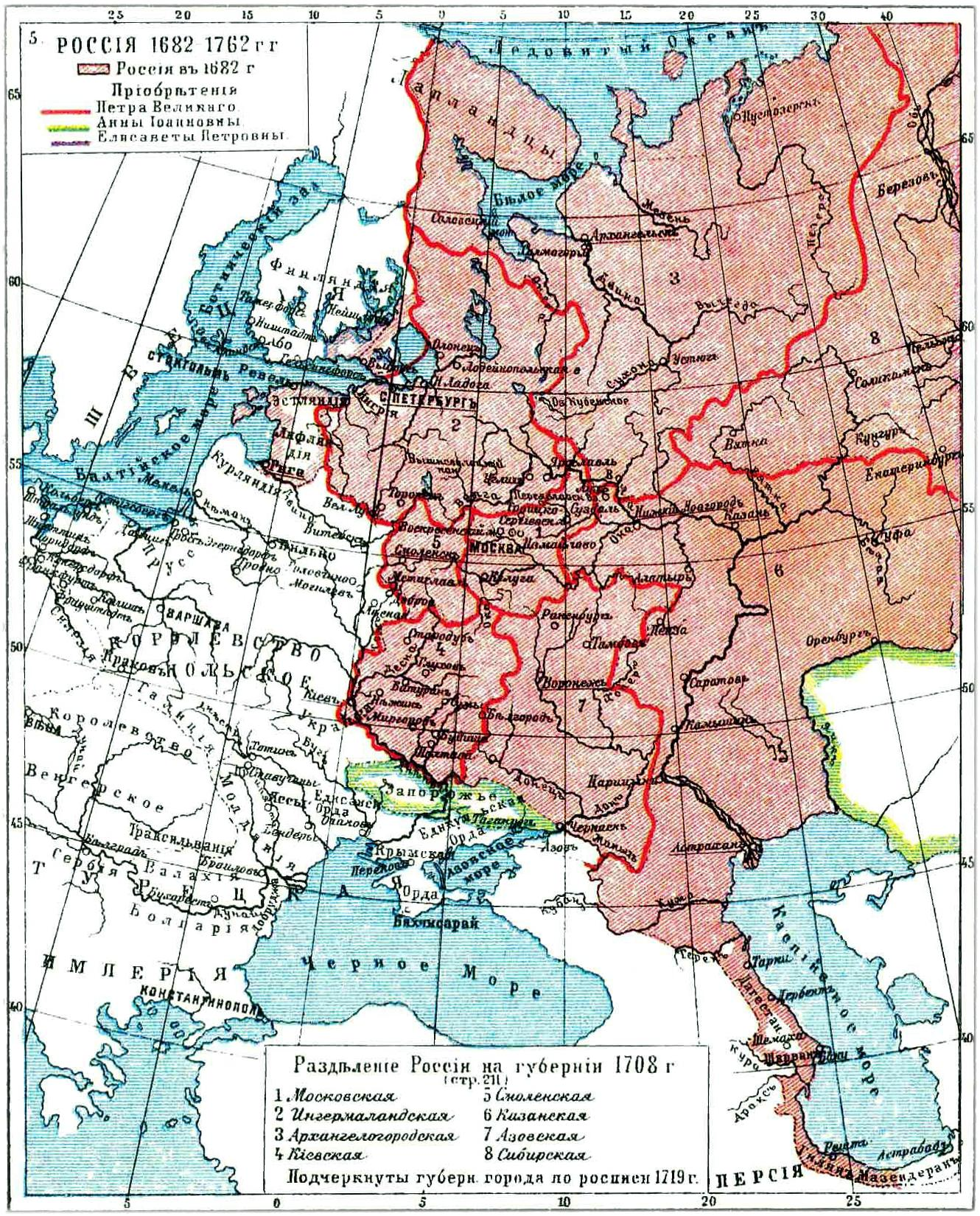
Oroszország 8 kormányzósága 1708-ban)

Oroszországban a kormányzóságokat (oroszul губерния – gubernyija) 1708-ban I. (Nagy) Péter orosz cár rendelettel hozta létre az általa bevezetett reformok keretében. A maga idejében az ország ilyen adminisztratív, területi felosztása és a központi hatalomtól közvetlenül függő helyi önkormányzatok létrehozása forradalmian új volt és nagyban segítette, hogy Oroszország minden szempontból a 18. században Európa vezető hatalmává válhatott. 
1708-as rendeletével I. Péter 8 kormányzóságot hozott létre. Ezek élén kinevezett kormányzó állt. A kormányzó irányítása alatt kiterjedt adminisztratív, bürokratikus apparátus végezte a kormányzóság igazgatási, rendfenntartási, pénzügyi, igazságszolgáltatási feladatait. A kormányzó volt a kormányzóság területén állandóan állomásozó katonaság főparancsnoka is.
A kormányzóságok rendszerét 1775 és 1780 között II. (Nagy) Katalin megreformálta. Számukat 51-re növelte és a szenátust illetve a legfőbb ügyészt (генерал-прокурор – genyeral-prokuror) felruházta kormányzók ellenőrzésének jogkörével, valamint létrehozta a alkormányzói tisztséget is.
A bonyolult rendszer az idők folyamán egyre bürokratikusabb lett. 1860 és 1870 között újabb reformra került sor. Az 1861-es jobbágyfelszabadítást követően bevezették a teljes körű választójogot, (igaz jellemző módon csak 34 kormányzóságban, és a városokban). Létrejöttek a helyi önkormányzatok: a kormányzósági és városi dumák.
1917-ben Oroszország 78 kormányzóságából, Lengyelország, Finnország és a Balti államok függetlenné válását követően 25 kormányzóság megszűnt. A kormányzóságok rendszerét a Szovjetunióban az 1923–29 között végrehajtott közigazgatási területi reform során számolták fel.